# Виенска школа за фантастичен реализъм
Виенската школа за фантастичен реализъм е група художници, сформирана във Виена през 1946 г. Тя включва Ернст Фукс, Арик Брауер, Рудолф Хауснер, Волфганг Хутер, Антон Лемден и Фриц Яншка, всички те студенти на професор Алберт Парис Гютерслох в Академията за изящни изкуства във Виена. Наблягането на Гютерслох върху техниката на старите майстори дава на посочените художници основа в реализма (изразявана толкова чисто и детайлно, че някои ги сравняват с Ранната нидерландска живопис) съчетана с религиозен и езотеричен символизъм.

## Книги
- 1974 – Die Wiener Schule des Phantastischen Realismus (C. Bertelsmann) (Johann Muschik) ISBN 3-570-06123-X ((de))
- 2005 – Fantastic Art (Taschen)(Schurian, Prof. Dr. Walter) ISBN 978-3-8228-2954-7 ((en))
- 2003 – Die Phantasten – Die Wiener Schule des Phantastischen Realisums (Stdtgemeinde Tulln) ((de))
- 2007 – Metamorphosis (beinArt) ISBN 978-0-9803231-0-8
- 2008 – Phantastischer Realismus (Belvedere, Wien) ISBN 978-3-901508-44-8 ((de))

|  | Тази страница частично или изцяло представлява превод на страницата Vienna School of Fantastic Realism в Уикипедия на английски. Оригиналният текст, както и този превод, са защитени от Лиценза „Криейтив Комънс – Признание – Споделяне на споделеното“, а за съдържание, създадено преди юни 2009 година – от Лиценза за свободна документация на ГНУ. Прегледайте историята на редакциите на оригиналната страница, както и на преводната страница, за да видите списъка на съавторите. ВАЖНО: Този шаблон се отнася единствено до авторските права върху съдържанието на статията. Добавянето му не отменя изискването да се посочват конкретни източници на твърденията, които да бъдат благонадеждни. |